# Robert Stephen Adamson
Robert Stephen Adamson (Mánchester, 2 de marzo de 1885-Jedburgh, 6 de noviembre de 1965) fue un botánico británico.

## Biografía
Realiza sus estudios en Edimburgo donde obtiene su Master of Arts en 1906 y su doctorado en Ciencias en 1907. Amplió y completó  sus estudios en la Universidad de Cambridge donde obtiene un Master of Arts en 1912.
Adamson enseña en la Universidad de Mánchester de 1912 a 1923. Luego ocupará la cátedra de Botánica en la Universidad de Ciudad del Cabo.
Emprende su retiro en 1950 y retorna a Gran Bretaña.

## Honores
Presidente de  la Sociedad Real de Sudáfrica de 1946 a 1948.

## Algunas publicaciones
- 1938 . Vegetation of South Africa. Monographs of British Empire vegetation, Londres, xvi + 235 pp.
- 1938. Notes on the vegetation of the Kamiesberg, Memoirs of the Botanical Survey of South Africa, Pretoria, 25 pp.
- 1950. Flora of the Cape Peninsula (con T.M. Salter), Cape Town, Juta & Co, xix + 889 pp.

## Fuente
- Some Biogeographers, Evolutionists and Ecologists: Chrono-Biographical Sketches (consultado 11 de noviembre de 2008)

- La abreviatura «Adamson» se emplea para indicar a Robert Stephen Adamson como autoridad en la descripción y clasificación científica de los vegetales.[1]